# Masakuni Jamamoto
Masakuni Jamamoto (japonsko 山本 昌邦), japonski nogometaš in trener, * 4. april 1958, Numazu, Šizuoka, Japonska.
Za japonsko reprezentanco je odigral štiri uradne tekme.